# Битка код Красноја
Битка код Красноја (рус. Сражение под Красным) била је серија окршаја вођених од 15. до 18. новембра 1812. током завршне фазе Наполеоновог повлачења из Москве. У овом сукобу Руси под генералом Кутузовим нанели су велике губитке остацима Велике армије, која је била озбиљно ослабљена исцрпљивањем. Ни Кутузов ни Наполеон нису дозволили да овај сукоб ескалира у пуну битку. Током четири дана борбе, Наполеон је настојао да пожури своје трупе, развучене у линији марша од 50 миља, поред Руса, који су били постављени паралелно у односу на главни пут. Упркос огромној надмоћи руске војске, Кутузов се уздржао од покретања пуне офанзиве јер није желео да ризикује жестоку битку против Наполеона.
Врхунац сукоба догодио се 17. новембра, када је агресивна финта француске царске гарде навела Кутузова да одложи потенцијално одлучујући коначни напад. Овај саможртвујући маневар омогућио је Наполеону да евакуише велики део своје војске пре него што су Руси заузели Красни. Наполеон је успео да избегне потпуни пораз.
Упркос Наполеоновој успешној акцији, свеукупно гледано, сукоб је био погубан за Французе. Корпуси Давуа, Ежена и Неја претрпели су тешке поразе у појединачним акцијама током четири дана борби. Руски козаци су узели велики број заробљеника, а Велика армија је била приморана да напусти већи део своје преостале артиљерије и теретног воза.

## Резиме резултата
Укупни француски губици у окршајима у Красном процењују се између 6.000 и 13.000 убијених и рањених, док је још 20.000 до 26.000 пало у руско заробљеништво. Скоро сви француски затвореници били су заостали у повлачењу. Французи су такође изгубили око 200 артиљеријских оруђа и огроман део свог воза за снабдевање. Процењује се да руски губици нису били више од 5.000 убијених и рањених.
Значајно је, међутим, да је Наполеон успешно извео 75% бораца Iи IV корпуса и Царске гарде из Красног, спасавајући тако своју наду да ће ове трупе искористити као језгро око којег би могао да обнови своју војску за битку код Березине и рат Шесте коалиције.
Красни је била руска победа, али крајње незадовољавајућа. Цар Александар I се разбеснео на Кутузова када је сазнао за неуспех старог фелдмаршала да потпуно уништи Французе. Ипак, захваљујући огромној популарности Кутузова код руске аристократије, Александар му је дао победничку титулу кнеза Смоленска за оно што је постигнуто у овој бици.
Извори су нејасни зашто Кутузов није одлучио да уништи последње преостале француске трупе током офанзиве. Руски војни историчар генерал Николај Михневич указао је на неспремност Кутузова да ризикује животе својих исцрпљених и промрзлих трупа и навео речи фелдмаршала „ Све ће се то [француска војска] срушити и без мене“.

## У популарној култури
Лав Толстој спомиње битку у свом Рату и миру. Током целог романа, али посебно у овом делу, Толстој брани поступке Кутузова, тврдећи да га је мање занимала слава пораза Наполеона него спасавање руских војника и дозвољавање Французима да наставе да се самоуништавају брзим повлачењем.